# Arvid Lindau
Arvid Vilhelm Lindau (Malmö, 23 luglio 1892 – Lunds domkyrkoförsamling, 7 settembre 1958) è stato un patologo, batteriologo e scienziato svedese.

## Biografia
Lindau studiò medicina all'Università di Lund e ricevette la sua formazione in batteriologia all'Università di Copenaghen e ad Harvard (1931/32 come titolare di una borsa di studio Rockefeller). Nel 1933 succedette a John Forssman (1868-1947) come presidente di patologia generale, batteriologia e scienze della salute generale a Lund.
Lindau pubblicò più di quaranta articoli su patologia, neurologia e batteriologia. In quest'ultimo campo si occupò di questioni come la tubercolosi bovina, la sarcoidosi di Boeck e la reazione di Wasserman, solo per citarne alcuni. All'Istituto di Anatomia Patologica di Lund scrisse un'importante tesi dal titolo Studien über Kleinhirncysten. Bau, Pathogenese und Beziehungen zur Angiomatosae retinae (Studi sulle cisti cerebellari. Struttura, patogenesi e relazioni con la retina angiomatosa), in cui descrisse la relazione tra le cisti cerebellari e la loro correlazione con i tumori (angiomata) della retina.
Nel 1926 Lindau fu il primo a descrivere un legame coerente tra i componenti retinici, cerebellari e viscerali di una malattia che chiamò "angiomatosi del sistema nervoso centrale". Questa malattia è caratterizzata da tumori della retina e del cervello, insieme a cisti di diversi organi viscerali come i reni, il pancreas e le ghiandole surrenali. La ricerca di Lindau attirò presto l'attenzione del famoso neurochirurgo Harvey Cushing, che definì il disturbo "Malattia di Lindau". Nel 1964 la comunità medica era diventata più consapevole delle ricerche dei primi anni del XX secolo sugli angiomati retinici condotte dall'oftalmologo Eugen von Hippel e oggi la malattia è chiamata sindrome di von Hippel-Lindau.

## Scritti (parziale)
- Studien über Kleinhirncysten. Bau, Pathogenese und Beziehungen zur Angiomatosis retinae, (doctoral thesis); Acta pathologica et microbiologica Scandinavica, Copenhagen, 1926, 3 (supplement): 1-128.
- Angiomatosis retinae. Acta pathologica et microbiologica Scandinavica, Copenhagen, 1926, supplement 1: 77.[2]